# Jon fosfoniowy
Jon fosfoniowy (PH4+) – kation powstający przez przyłączenie jonu wodorowego do cząsteczki fosforiaku. Jego cząsteczka ma kształt tetraedru. Tworzy sole fosfoniowe.